# Lesbos (prefeitura)
Lesbos (ou ainda: Lésvos, Lesvos, Lesvou; em grego: Λέσβος) foi uma prefeitura da Grécia, localizada na região do Egeu Setentrional. Sua capital foi a cidade de Mytilene.
A prefeitura consistia de três ilhas principais: Lesbos, Lemnos e Agios Efstratios.